# 安哈尔特-比特费尔德县
安哈尔特-比特费尔德县（Landkreis Anhalt-Bitterfeld）是德国萨克森-安哈尔特州的一个县，组建于2007年7月1日，首府克滕。